# Zorila velká
Zorila velká (Ictonyx striatus) je lasicovitá šelma patřící do rodu Ictonyx. Do stejného rodu patří ještě jeden druh, zorila malá (Ictonyx libycus), žijící v oblasti Sahary a Sahelu. Jako zorila se označuje také menší a štíhlejší zorila pruhovaná (Poecilogale albinucha), patřící do jiného rodu, která se stavbou těla podobá spíše lasici. Slovo zorilla má původ ve španělštině a znamená "lištička".

## Výskyt
Zorila velká má rozsáhlý areál výskytu v savanách na území subsaharské Afriky od Senegalu a Nigérie až po Jihoafrickou republiku.

## Popis
Je 38 - 56 cm dlouhá a její ocas měří průměrně 20 - 30 cm. Samice váží většinou 0,6 až 0,7 kg, samci nejčastěji zhruba 1 kg, výjimečně až téměř 1,5 kg. Zbarvení je silně variabilní podle teritoria. Obecně je černě zbarvená na spodní části těla a bocích, se čtyřmi širokými světlými pruhy na hřbetě táhnoucími se od temena hlavy až k bíločernému huňatému ocasu. Nejvíce podobným je ji severoamerický skunk pruhovaný, ten je však řazen do jiné čeledi skunkovití.

## Biologie
Žije samotářským způsobem života a je vysoce teritoriální. Je aktivní v noci a živí se bezobratlými (hmyzem, pavoukovci, žížalami atd.), hlodavci, plazy, ptáky a jejich vejci a obojživelníky. Přes den odpočívá ve vlastnoručně vyhrabané, nebo již po jiném zvířeti opouštěné noře. V případě ohrožení vyměšuje z análních žláz odporně páchnoucí výměšek nebo utíká vysoko na stromy.
Mezi zářím a prosincem rodí samice jedno až tři mláďata, která kojí asi dva měsíce. Ve dvou měsících života se již učí lovit masnou potravu a krátce poté jsou již plně samostatná. V přírodě se přitom mohou dožít i více než 10 let.